# Nærå Strand
Nærå Strand var tidligere en lang smal fjord, men er i dag et vådområde ved Nordfyn vest for halvøen Agernæs

## Istiden
Da isen begyndte at smelte for 15.000 år siden efterlod den en stor isblok, der dækkede det meste af Midtfyn. Isblokken lå her og skurede frem og tilbage og dannede høje bakker og dybe dale. Klimaet var meget omskifteligt. I varme perioder lå kun denne isblok på Fyn. Men i koldere perioder trængte forskellige gletsjere sig frem fra Norge og Sverige. Isblokken på Fyn bremsede disse gletsjere, som måtte finde veje udenom. 
På Nordfyn trængte en lang arm fra en af disse gletsjere frem. Isen i armen var ikke særlig tyk, så den var ikke tung nok til med sin vægt at forme bakker og dale. Da den smeltede aflejrede den moræneler og enkelte store sten, og landskabet fik sin flade form. Nordfynssletten blev dannet på den måde.

## Afvanding
Strandlinjen på Nordfyn var præget af mange småøer og fjorde, som efterhånden er blevet inddæmmet til landbrug. Før 1781 var Nærå Strand en del af en større fjord, der strakte sig langt ind i landet syd om Agernæs og nord om Krogsbølle helt ind til Bårdesø og Tørresø. I 1781 fik de nordfynske godser Kørup og Egebjerggård samme ejer; greve G. J. Moltke, som sørgede for at en stor del af fjorden blev tørlagt, Agernæs fælled blev dannet og Nærå Strand fik omtrent den form den har i dag. 
Nærå Strand består af marskland. Selve mundingen til stranden er næsten lukket af en lang tange: Nørreby Hals, så vandudskiftningen er meget lille. Vandet er meget stillestående og giver ideelle betingelser for marskplanterne. Med tiden vil bredderne på stranden vokse sammen, Nærå Strand vil vokse til og blive til en mose. 
Nordfyn hører til den del af Danmark, der ligger nord for vippelinjen. Vippelinjen løber fra Nissum Fjord til Møn. Alt land nord for linjen har hævet sig siden isens tryk forsvandt, mens landet syd for linjen synker langsomt. Landhævningen vil hjælpe med til at fremskynde processen, der omdanner Nærå Strand til mose.

## Beskyttelse af området
Nærå Strand er sammen med farvandet mellem Agernæs og Æbelø et vildtreservat.
Spidsen af Agernæs kaldes Flyvesandet, og et 2,5 ha stort område her foreslås i 2018 indlemmet i reservatet for at beskytte sjældne dværgterner, der yngler der.